# 김숙희
김숙희(金淑喜, 1937년~)는 대한민국의 영양학자이다. 이화여자대학교 영양학과 교수와 제34대 교육부 장관을 지냈다. 본관은 광산이며, 충청남도 천안 출생이다.

## 학력
- 천안국민학교
- 1960년 이화여자대학교 영양학 석사
- 1964년 이화여자대학교 대학원 영양학 박사

## 경력
- 1965년 이화여자대학교 교수
- 1975년 미국 미네소타대학 방문교수
- 1977년 한국 영양학 부회장
- 1980년 부사부 식품위생 상임위원
- 1983년 이화여자대학교 가정대학장
- 1990년 한국식품화학회 회장
- 1993년 유네스코 한국위원회 위원장
- 1993년 12월 22일 ~ 1995년 5월 12일 : 교육부 장관

## 수상
- 2004년 한국 로레알-유네스코 여성과학자상